# آندرو جاك (مدرب لهجات)
أندرو جاك (28 يناير 1944 - 31 مارس 2020)، كان مدرب لهجات بريطاني من مدينة لندن، عمل في أكثر من 80 فيلم منذ عام 1982.

## مسيرته المهنية
عمل مع أكثر من 200 ممثل  ومنهم: روبرت داوني جونيور في فيلم تشابلن لريتشارد أتينبورو، وفيلم الاستعادة لمايكل هوفمان، وفيلم شرلوك هولمز لغاي ريتشي، بيرس بروسنان في فيلم العين الذهبية والغد لا يموت ومت في يوم آخر، كيت بلانشيت، وفيجو مورتنسن. عمل مشرف مدرب لهجات في فيلم سيد الخواتم، ابتكر لهجات الأرض الوسطى، جنبًا إلى جنب مع لهجة الجن وبلاك شبيتش، وعلمها للممثلين الذين عملوا في ثلاثية سيد الخواتم. صمم وابتكر ودرّس لهجات الإغريق ولهجات طروادة في فيلم طروادة لولفغانغ بيترسن. وقام بتدريس إيفان دايفيس للتحدث بلهجة نوتنغهامشير. كان معروفًا بمساعدة الممثلين غير البريطانيين على أن يكونوا أكثر وضوحًا للجمهور عند تكلمهم لهجة بريطانية.

## حياته الشخصية
كان متزوج من غابرييل روجرز، وهي أيضا مدربة صوت ولهجة ولغة، استمر زواجه منها حتى وفاته.

## الوفاة
توفي في 31 مارس 2020، بسبب مرض فيروس كورونا 2019.

## روابط خارجية
- آندرو جاك (مدرب لهجات) على موقع IMDb (الإنجليزية)
- آندرو جاك (مدرب لهجات) على موقع قاعدة بيانات الفيلم (الإنجليزية)
- آندرو جاك  في قاعدة بيانات الأفلام على الإنترنت (بالإنجليزية)